# Caledon (Ontário)

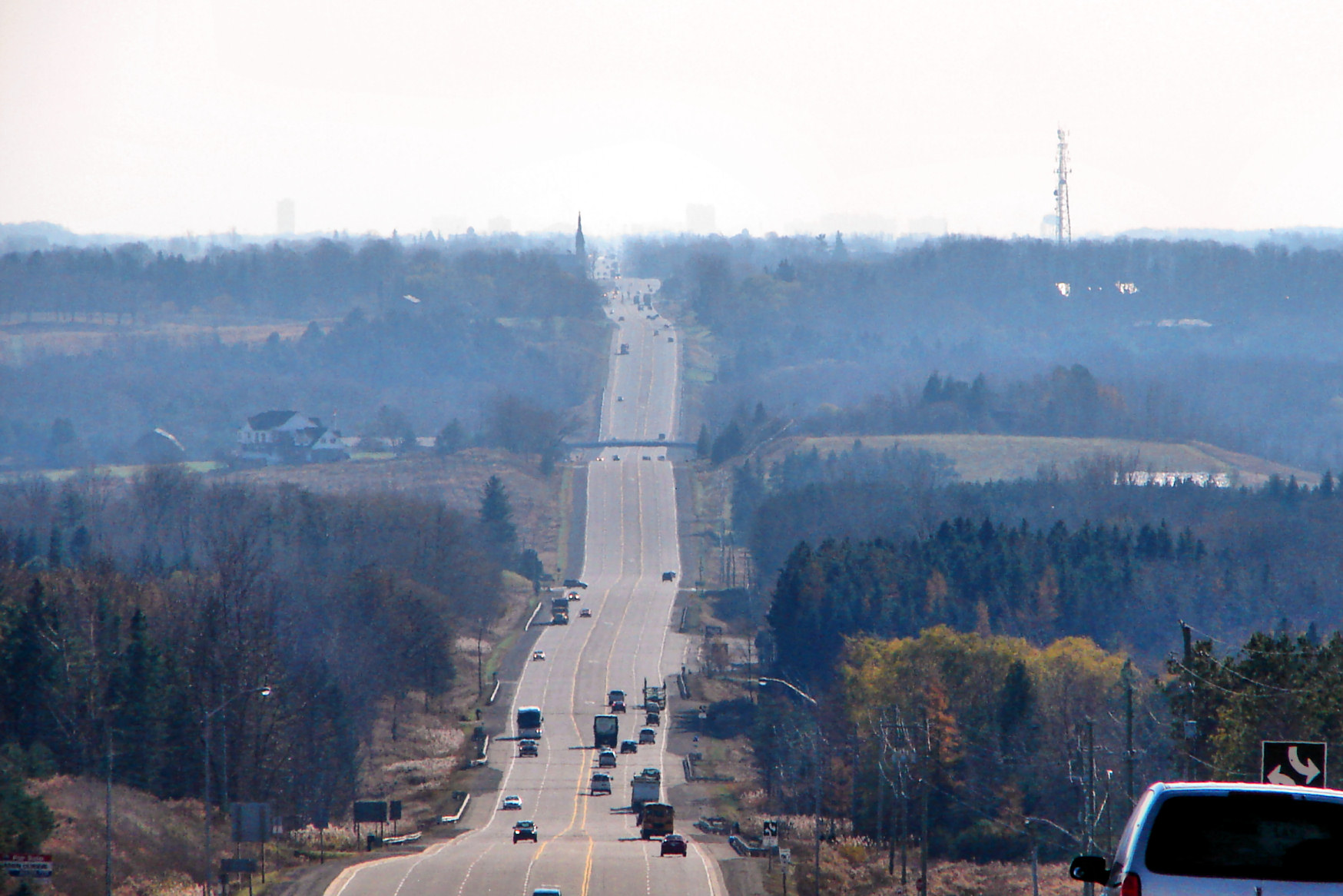
Imagem de uma avenida em Caledon.

Caledon é uma cidade da província canadense de Ontário, parte da Municipalidade Regional de Peel e da região metropolitana de Toronto. Sua população é de 76 581 habitantes, segundo o censo nacional de 2021.